# オウム真理教被害者の会会長VX襲撃事件
オウム真理教被害者の会会長VX襲撃事件（オウムしんりきょうひがいしゃのかいかいちょうVXしゅうげきじけん）は、1995年1月4日に東京都港区で発生したオウム真理教信者による殺人未遂事件。

## 概要
この事件の被害者永岡弘行（当時56歳）は、長男がオウム真理教に出家して以来、出家信者の親と弁護士坂本堤によって結成された「オウム真理教被害者の会」の会長を務め、長男の脱会後や坂本堤の「失踪」後も被害者の会会長として引き続き活動を継続していたため、教団にとって主要な敵対的人物であった。オウム真理教は連日永岡に無言電話や梵字による仄めかしなどの嫌がらせを行い、永岡の会社にも「取引先に抗議する」などと脅し退職を余儀なくさせた。
1994年12月、飯田エリ子が脱会信者の家に永岡 がいることを目撃。永岡親子が脱会信者を増やしていることに怒った麻原彰晃は、「どんな方法でもいいから永岡にVXを掛けろ。幾らお金を使ってもいい。VXを掛けるためにはマンションを借りてもいい。」として永岡弘行か長男のどちらかに「ほっほっぴゅ」 とVXをかけて殺害するよう指示した。
実行犯らは1994年12月31日より、永岡宅を見張り始めた。他のVX事件では実行の補助役は新実智光であったが、永岡に顔が知られていたため、1995年1月4日午前10時30分、永岡が年賀状を出すために自宅から出て来ると、山形明と高橋克也が後を追い、山形がVXの溶液を永岡のジャケットにかけた。
永岡は気づかずに自宅に戻った。午後1時頃に目の前が暗くなり、ブレーカーが落ちたのか、雨のせいなのか、貧血なのか分からないがとりあえず休んでいたところ体調が急変、凄まじい熱さと汗に襲われ叫びまわり、その後動かなくなった。妻の通報によりただちに慶應義塾大学病院に搬送され、幸いにも69日間の治療により一命はとりとめ意識も戻った。
滝本太郎によれば、警視庁は当初この事件を「スミチオンによる自殺未遂」と判断していた。この事件の真相は、翌1995年にオウム真理教が強制捜査された後の実行犯らの供述により、駐車場経営者VX襲撃事件及び会社員VX殺害事件と共に判明した。